# Dahlia hesperioides
Dahlia hesperioides är en fjärilsart som beskrevs av Arnold Pagenstecher 1900. Dahlia hesperioides ingår i släktet Dahlia och familjen nattflyn. Inga underarter finns listade i Catalogue of Life.